# تور ایران (آذربایجان)

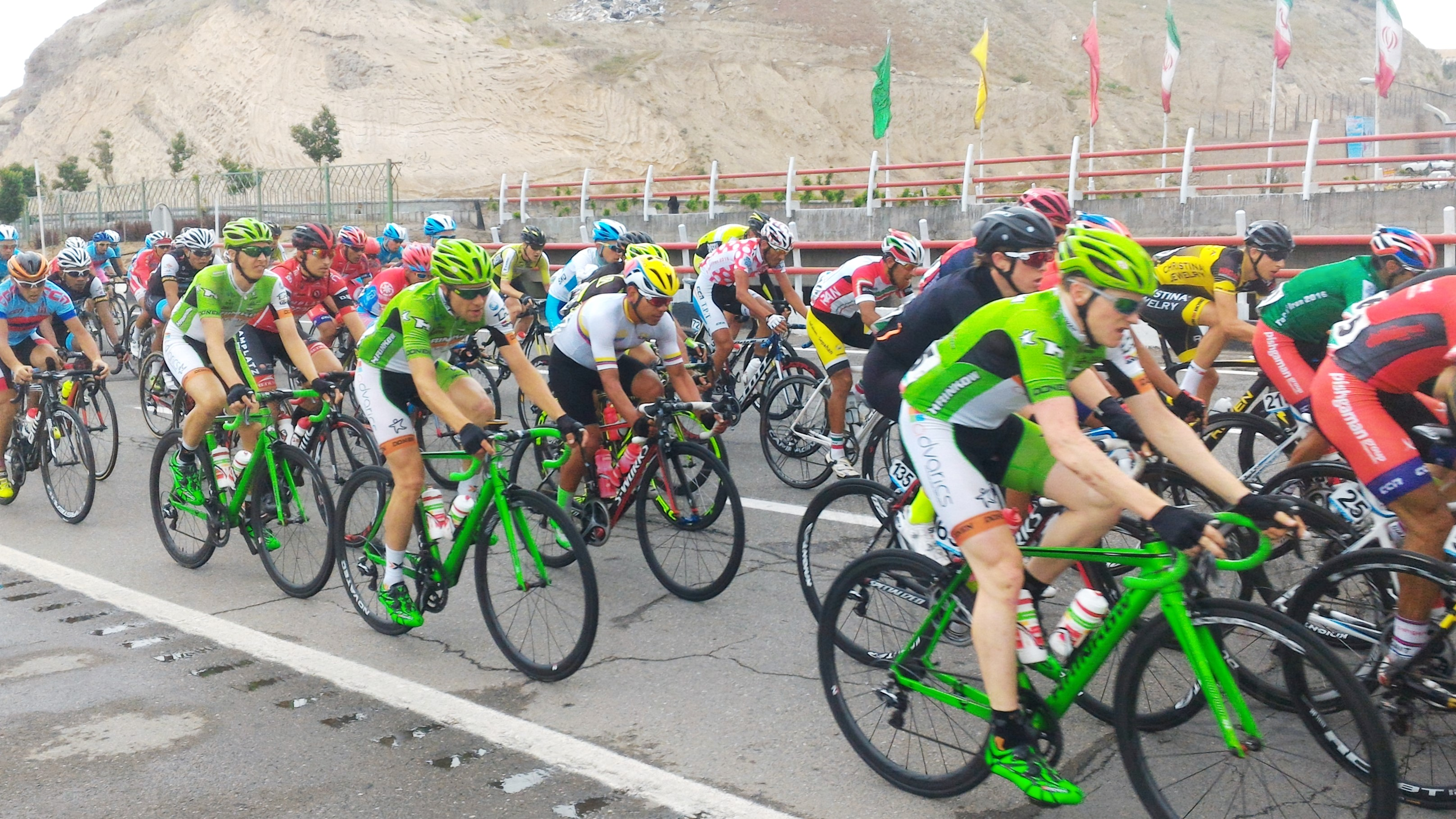
مرحله پایانی تور دوچرخه سواری آذربایجان. بزرگراه پاسداران؛ ۲۹ اردیبهشت ۱۳۹۵.

تور آذربایجان، یک تور بین‌المللی دوچرخه‌سواری جاده‌ای در کشور ایران است. این تور معتبرترین تور دوچرخه‌سواری ایران و قدیمی‌ترین تور دوچرخه سواری در قاره آسیا به‌شمار می‌آید که همه ساله در اواخر بهار در منطقه آذربایجان ایران در استان‌های آذربایجان شرقی، آذربایجان غربی و اردبیل زیر نظارت فدراسیون بین‌المللی دوچرخه‌سواری (UCI) برگزار می‌شود. نخستین دوره این رقابت‌ها در سال ۱۳۶۵ در سطح ملی و با حضور تیم‌های ایرانی برگزار شد.

## تاریخچه

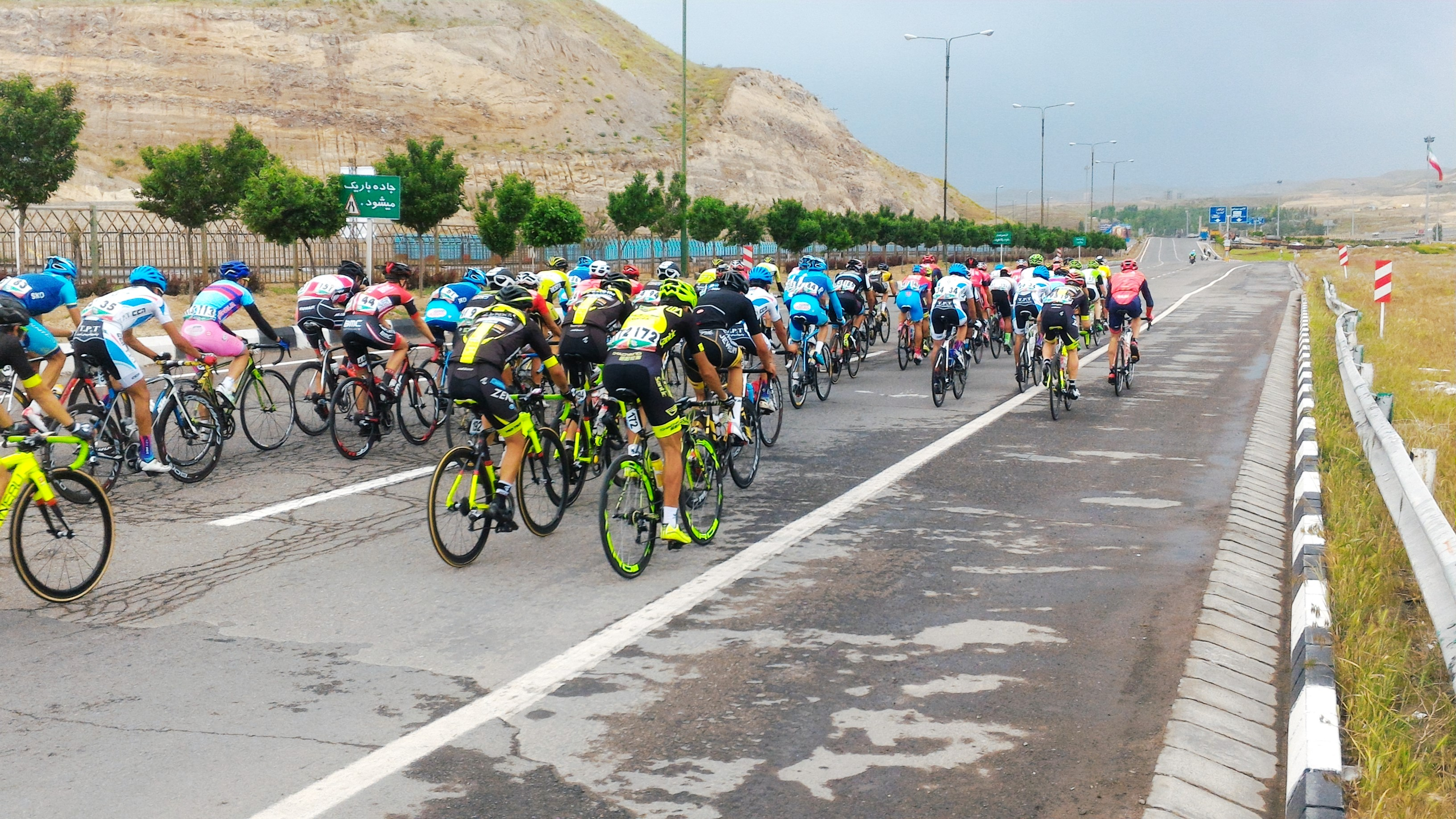
مرحله پایانی تور آذربایجان؛ اردیبهشت ۱۳۹۵.

این تور در سال ۱۳۶۵ با عنوان دور دوچرخه‌سواری دور دریاچه ارومیه با شرکت تیم‌های ایرانی آغاز بکار نمود. در سال‌های بعد نام تور به تور دوچرخه‌سواری آذربایجان تغییر یافت. در ششمین دوره این تور تیم‌هایی از کشورهای مختلف در این تور مشارکت نمودند و این تور از تور ملی به تور بین‌المللی ارتقا یافت. در سال‌های ۲۰۱۰ و ۲۰۱۱ قسمتی از مسیر تور در داخل جمهوری خودمختار نخجوان برگزار شد. از سال ۲۰۱۳ نام تور به تور دوچرخه‌سواری ایران (آذربایجان) تغییر داده‌شد.

### دوره سی و یک‌ام
در ۳۱ امین دوره این تور تیم‌هایی از ایران و چهار قاره شرکت دارند. تیم دارپاک استرالیا به عنوان نخستین تیم حرفه‌ای در این دوره از مسابقات شرکت می‌کند. همچنین در ۳۱ امین دوره تور تیم ایلیومینیت به عنوان نخستین از ایالات متحده در تور ایران (آذربایجان) شرکت می‌کند. این دور تور با قهرمانی صمد پورسیدی برای دومین بار به اتمام رسید.

### دوره سی و دوم
زمان دوره سی و دوم تور به دلیل همزمانی با برگزاری انتخابات ریاست جمهوری از آخر بهار به اوایل پاییز منتقل شد. در این دوره مانند روال سال‌های ۲۰۱۵ به بعد، دوچرخه‌سواران در شش مرحله مسیر تقریباً ۱۰۱۷ کیلومتری را در بین شهرهای تبریز، ارومیه، جلفا، وسرعین رکاب زدند. در پایان این دوره تور ورزشکار هلندی، راب رجیغ، از تیمی از بلژیک به مقام نخست دست یافت.

### دور سی و سوم
دور سی‌وسوم تور ایران - آذربایجان در ابتدا بنا بر شایعاتی قرار بود به خاطر مشکلات ارزی و مشکلات در پرداخت جوایز ارزی به تیم‌های خارجی برقرار نشود، سر انجام با شرکت سیزده تیم از ایران و کشورهای دیگر برگزار شد. این دور نیز مشابه سه دور اخیر رقابت‌های تور آذربایجان در شش مرحله برگزار شد که شرکت‌کنندگان در جاده‌های استان‌های آذربایجانغربی، شرقی و اردبیل رکاب زدند. در انتهای مرجله ششم رکابزن روسی، دیمیتری سوکولوف، توانست بهترین زمان مجموع مراحل را کسب کند.

## برندگان پیشین
| تور آذربایجان (ایران) | تور آذربایجان (ایران)                         | تور آذربایجان (ایران)           | تور آذربایجان (ایران)             |
| سال                   | مقام اول                                      | مقام دوم                        | مقام سوم                          |
| --------------------- | --------------------------------------------- | ------------------------------- | --------------------------------- |
| ۱۹۸۶                  | محمدرضا باجول                                 |                                 |                                   |
| ۱۹۸۷                  | محمدرضا باجول                                 |                                 |                                   |
| ۱۹۸۸                  | محمدرضا باجول                                 |                                 |                                   |
| ۱۹۸۹                  | حسین محمودی                                   |                                 |                                   |
| ۱۹۹۰                  | حسین محمودی                                   |                                 |                                   |
| ۱۹۹۱                  | تامر آورال Tamer Avral                        |                                 |                                   |
| ۱۹۹۲                  | حسن شریف‌زاده                                  |                                 |                                   |
| ۱۹۹۳                  | کاستا کلوف Kasta Kolov                        |                                 |                                   |
| ۱۹۹۴                  | دیمیتریج کاتماکوف Dmitrij Katmakov            |                                 |                                   |
| ۱۹۹۴                  | یوریج چکوف Yurij Chekov                       |                                 |                                   |
| ۱۹۹۶                  | سرگیی بلوسوف Sergej Belousov                  |                                 |                                   |
| ۱۹۹۷                  | آندراج میزوروف Andrej Mizurov                 |                                 |                                   |
| ۱۹۹۸                  | احد کاظمی                                     |                                 |                                   |
| ۱۹۹۹                  | احد کاظمی                                     |                                 |                                   |
| ۲۰۰۰                  | قادر میزبانی                                  |                                 |                                   |
| ۲۰۰۱                  | احد کاظمی                                     |                                 |                                   |
| ۲۰۰۲                  | قادر میزبانی                                  |                                 |                                   |
| ۲۰۰۳                  | احد کاظمی                                     |                                 |                                   |
| ۲۰۰۴                  | آلکسج کولسوف Aleksej Kolesov                  | مصطفی رضایی خورمیزی             | مرت موتلوMert Mutlu               |
| ۲۰۰۵                  | قادر میزبانی                                  | احد کاظمی                       | عمر حسنین                         |
| ۲۰۰۶                  | قادر میزبانی                                  | احد کاظمی                       | مصطفی رضایی خورمیزی               |
| ۲۰۰۷                  | حسین عسکری                                    | قادر میزبانی                    | رحیم امنی                         |
| ۲۰۰۸                  | ایران حسین عسکری                              | ایران قادر میزبانی              | ایران احد کاظمی                   |
| ۲۰۰۹                  | احد کاظمی                                     | حسین عسکری                      | قادر میزبانی                      |
| ۲۰۱۰                  | قادر میزبانی                                  | امیر زرگری                      | حسین عسکری                        |
| ۲۰۱۱                  | مهدی سهرابی                                   | حسین عسکری                      | قادر میزبانی                      |
| ۲۰۱۲                  | خاویر رامیز ابها Javier Ramírez Abeja         | عباس سعیدی تنها                 | حسین عسکری                        |
| ۲۰۱۳                  | قادر میزبانی                                  | میلان کادلچ Milan Kadlec        | امیر کلاهدوزحق                    |
| ۲۰۱۴                  | قادر میزبانی                                  | میرصمد پورسیدی                  | رامین مهربانی آذر                 |
| ۲۰۱۵                  | صمد پورسیدی                                   | رحیم امامی                      | رامین مهربانی آذر                 |
| ۲۰۱۶                  | صمد پورسیدی                                   | احد کاظمی                       | رحیمامامی                         |
| ۲۰۱۷                  | راب رویجغ (Rob Ruijgh)                        | ایلیا دیویدنوک (Ilya Davidenok) | نیکولا توفاللی (Nicola Toffali)   |
| ۲۰۱۸                  | دیمیتری سوکولوف (دوچرخه‌سوار) (Dmitry Sokolov) | مارون آبراهام (Meron Abraham)   | ونانتاس لاشینس (Venantas Lašinis) |

### بیشترین عناوین قهرمانی
| تعداد عناوین قهرمانی | دوچرخه‌سوار     | کشور  | سال‌های قهرمانی                           |
| -------------------- | -------------- | ----- | ---------------------------------------- |
| ۷                    | قادر میزبانی   | ایران | ۲۰۰۰ ,۲۰۰۲ ,۲۰۰۵ ,۲۰۰۶ ,۲۰۱۰ ,۲۰۱۳ ,۲۰۱۴ |
| ۵                    | احد کاظمی سرای | ایران | ۱۹۹۸ ,۱۹۹۹ ,۲۰۰۱ ,۲۰۰۳ ,۲۰۰۹             |
| ۳                    | محمدرضا باجول  | ایران | ۱۹۸۶ ,۱۹۸۷ ,۱۹۸۸                         |
| ۲                    | حسین محمودی    | ایران | ۱۹۸۹ ,۱۹۹۰                               |
| ۲                    | حسین عسکری     | ایران | ۲۰۰۷ ,۲۰۰۸                               |
| ۲                    | صمد پورسیدی    | ایران | ۲۰۱۵ ,۲۰۱۶                               |

استان آذربایجان شرقی با داشتن چهارده عنوان قهرمانی ( قادر میزبانی ، احد کاظمی و صمد پورسیدی ) در این رقابت بیشترین عنوان قهرمانی را دارا می باشد. 

## کاستی‌ها
با وجود اعتبار ملی و بین‌المللی تور ایران (آذربایجان) این تور از عدم پوشش زنده تلویزیونی، نداشتن پشتیبان‌های مالی، نبود اسکان مناسب برای تیم‌های شرکت‌کننده و کم بودن ارزش جایزه‌ها رنج می‌برد.

## لینک به بیرون
- https://www.the-sports.org/cycling-tour-of-iran-azarbaijan-2025-epr136116.html - نتایج ۲۰۱۱ تا ۲۰۲۵
- https://www.isna.ir/news/1404030704664/فهرست-۳۶-قهرمان-تور-دوچرخه-سواری-ایران-آذربایجان-قهرمان-سی-وهفتم